# Милиан, Томас
Томас Милиан (исп. Tomás Milián), наст. имя Томас Кинтин Родригес (исп. Tomás Quintín Rodriguez; 3 марта 1933, Гавана, Куба — 22 марта 2017, Майами, Флорида, США) — кубино-американский актёр, который на протяжении четверти века работал в Италии. Обладатель итальянской кинопремии имени Родольфо Валентино и премии итальянского правительства за вклад в киноискусство. «Звезда» спагетти-вестернов.

## Биография
Родился в семье кубинского генерала, уроженец Гаваны. В 1956 году эмигрировал в США. Впоследствии учился в Университете Майами во Флориде, где, во время изучения английского языка, успешно прошёл пробы на участие в студенческой постановке. Благодаря этому, а также по рекомендации декана драматического отделения, Милиан решил стать актёром:

Я видел афиши со своим именем, — вспоминает Милиан, — и сказал себе: какого чёрта я здесь делаю? Я теряю время.
В дальнейшем он оставил обучение и переехал в Нью-Йорк, где пытался поступить в актёрскую студию, однако из-за отсутствия опыта ему это не удалось. Тогда Милиан нашёл работу лифтёра в пресвитерианском госпитале, где также долго не задержался — поступил на службу в военно-морские силы, но из-за серьёзного заболевания почек прослужил лишь шесть месяцев в тренировочном лагере. Не оставляя надежды стать актёром и купив специально для вступительных экзаменов книгу Станиславского, он всё-таки поступил в актёрскую студию Нью-Йорка.

## Карьера в кино

### Театр, первые фильмы
Получив необходимый актёрский опыт в актёрской студии, он сначала появляется в нескольких шоу, а затем получает свою первую роль в театре. Игра актёра была замечена Жаном Кокто и композитором Жаном Карлом Менотти. Менотти специально пишет под Милиана пантомиму Поэт и муза, которая была представлена публике в Италии на Фестивале в Сполето в постановке Франко Дзефирелли. Талант Милиана замечает режиссёр Мауро Болоньини, который предложил ему роль второстепенного плана в своём фильме 1959 года Бурная ночь, а впоследствии и в драме Красавчик Антонио 1960 года.

В свои первые годы в Италии, — вспоминает Милиан, — я играл исключительно в интеллектуальном кино, которое мне порядком наскучило.

### «Звезда» спагетти-вестернов
После фильма «Боккаччо-70» 1962 года работал в Италии, прославился как звезда спагетти-вестернов, исполняя преимущественно характерные роли негодяев. В 1964 году снялся в фильме «Время безразличия», а год спустя принимает участие в своём первом американском фильме «Агония и экстаз». Среди спагетти-вестернов был задействован в картинах «Вольный охотник» (1966), «Большая перестрелка» (1967), «Лицом к лицу» (1967) и «Тепепа» (1968), где сыграл вместе с Орсоном Уэллсом. Одними же из самых известных картин с его участием в этом направлении стали «Джанго, стреляй» (1967) и «Беги, человек, беги» (1969). В 1970 году Милиан играет в очередном вестерне — «Напарники», где актёр сыграл революционера-идеалиста Эль Васко. Помимо Милиана в актёрский состав картины входили Франко Неро, Джек Пэланс и Фернандо Рей. В 1972 году следует своеобразный аналог Бонни и Клайд — картина Сонни и Джед, где Милиан сыграл роль Джеда, а роль Сонни исполнила Сюзан Джордж; в 1974 — Почти человек, где актёр сыграл негодяя, преследующего дочь богатого капиталиста-промышленника; в 1975 — Белый, жёлтый, чёрный, где также сыграл Илай Уоллак.
В том же году работал с Лучо Фульчи над его фильмом Четыре всадника для Апокалипсиса, исполнив роль Чако — одного из самых отрицательных персонажей в карьере Милиана. В 1975 и 1976 годах снимался в криминальных драмах — Тихая акция и Крутой легавый соответственно. Наконец, с 1976 по 1984 года актёр, по приглашению Бруно Корбуччи, принимает участие в 11 популярных полицейских триллерах.
За эти годы актёр успел поработать практически со всеми ведущими итальянскими режиссёрами, включая Бернардо Бертолуччи («Луна») и Микеланджело Антониони («Идентификация женщины»).

### Переезд в США
В 1985 году переехал в США, где обнаружил, что о фильмах, в которых он снимался, да и о нём самом мало кто знает. Продюсеры брали его лишь на второстепенные роли, хотя и в довольно известных фильмах: «Джон Ф. Кеннеди. Выстрелы в Далласе» Оливера Стоуна, «Гавана» Сидни Поллака, «Амистад» Стивена Спилберга, «Траффик» Стивена Содерберга и других режиссёров. Определённый успех к нему пришёл после того, как он сыграл в Лос-Анджелесе в пьесе Ариэля Дорфмана «Смерть и дева».
12 октября 2017 года Западный кинофестиваль в Альмерии присудил Томасу Милианупремию «Леоне в памяти».

## Фильмография
| Год  |    | Русское название                                       | Оригинальное название                             | Роль                            |
| ---- | -- | ------------------------------------------------------ | ------------------------------------------------- | ------------------------------- |
| 1959 | ф  | Бурная ночь                                            | La notte brava                                    | Ахилл                           |
| 1960 | ф  | Красавчик Антонио                                      | Il bell'Antonio                                   | Эдоардо                         |
| 1960 | ф  | Дельфины (фильм)                                       | I Delfini                                         | Альберто Де Маттеис             |
| 1961 | ф  | Нежданный                                              | L'imprevisto                                      | Томас Племиен                   |
| 1961 | ф  | Голая Лаура                                            | Laura nuda                                        | Марко                           |
| 1961 | ф  | Пароль «Виктория»                                      | Un giorno da leoni                                | Джино Мильяччи                  |
| 1961 | ф  | Безнадежные дни                                        | Giorno per giorno disperatamente                  | Дарио Доминичи                  |
| 1962 | ф  | Боккаччо-70                                            | Boccaccio '70                                     | граф Оттавио                    |
| 1962 | ф  | Беспорядок                                             | Il disordine                                      | Бруно                           |
| 1962 | ф  | Банда Казароли                                         | La banda Casaroli                                 | Габриель Ингенис                |
| 1963 | ф  | Самый короткий день                                    | Il giorno piu corto                               | ...                             |
| 1963 | ф  | Бурное море                                            | Mare matto                                        | Эфисио Трамбетта                |
| 1965 | ф  | Я убиваю, ты убиваешь                                  | Io uccido, tu uccidi                              | ...                             |
| 1965 | ф  | Муки и радости                                         | The Agony and the Ecstasy                         | Рафаэль Санти                   |
| 1965 | ф  | Солдатские девки                                       | Le soldatesse                                     | лейтенант Гаэтано Мартино       |
| 1965 | ф  | Деньги                                                 | I soldi                                           | Боб                             |
| 1966 | ф  | Мадемуазель де Мопен                                   | Madamigella di Maupin                             | шевалье д'Альбер                |
| 1966 | ф  | Цена жизни                                             | El precio de un hombre                            | Хосе Гомес                      |
| 1966 | ф  | Сдавайся и расплатись                                  | La resa dei conti                                 | Мауэль «Кучильо» Санчес         |
| 1967 | ф  | Джанго, стреляй...                                     | Se sei vivo spara                                 | Незнакомец                      |
| 1967 | ф  | Лицом к лицу                                           | Faccia a faccia                                   | Соломон «Боригард» Беннет       |
| 1968 | ф  | Смертный приговор                                      | Sentenza di morte                                 | О'Хара / Альбинос               |
| 1968 | ф  | Бандиты в Милане                                       | Bandits in Milan                                  | комиссар Басеви                 |
| 1968 | ф  | Беги, человек, беги                                    | Corri uomo corri                                  | Мауэль «Кучильо» Санчес         |
| 1968 | ф  | Укради у ближнего своего                               | Ruba al prossimo tuo                              | Роджер                          |
| 1969 | ф  | Тепепа                                                 | Tepepa                                            | Хесус Мария Моран/Тепепа        |
| 1969 | ф  | Куда ты идешь голым?                                   | Dove vai tutta nuda?                              | Манфредо                        |
| 1969 | ф  | Инквизиция                                             | Beatrice Cenci                                    | Олимпио                         |
| 1970 | ф  | Бандит                                                 | O' Cangaceiro                                     | Эспедито                        |
| 1970 | ф  | Каннибалы                                              | I Cannibali                                       | Эмоне                           |
| 1970 | ф  | Напарники                                              | Vamos a matar, companeros                         | Васко                           |
| 1971 | ф  | Заказаная жертва                                       | The Designated Victim                             | Стефано Аудженти                |
| 1971 | ф  | Последний фильм                                        | The Last Movie                                    | Священник                       |
| 1972 | ф  | Человек с жёсткой кожей                                | Un uomo dalla pelle dura                          | Незнакомец                      |
| 1972 | ф  | Сонни и Джед                                           | La Banda J.S.: Cronaca criminale del Far West     | Джед                            |
| 1972 | ф  | Муки невинных                                          | Non si sevizia un paperino                        | Андреа Мартелли                 |
| 1972 | ф  | Жизнь очень трудная штука, правда, Провидение?         | La vita, a volte, e molto dura, vero Provvidenza? | Провидение                      |
| 1973 | ф  | Советники                                              | Il consigliori                                    | Томас Аккардо                   |
| 1973 | ф  | Мы снова здесь, Провидение?                            | Ci risiamo, vero Provvidenza?                     | Провидение                      |
| 1974 | ф  | Лётная команда                                         | Squadra volante (film)                            | Томас Равелли                   |
| 1974 | ф  | Почти человек                                          | Milano odia: la polizia non puo sparare           | Джулио Сакки                    |
| 1975 | ф  | Белый, желтый, черный                                  | Il bianco, il giallo, il nero                     | Сакура                          |
| 1975 | ф  | Последний выстрел                                      | La polizia accusa: il Servizio Segreto uccide     | капитан Сперли (адвокат Риенци) |
| 1975 | ф  | Четыре всадника Апокалипсиса                           | I Quattro dell'apocalisse                         | Чако                            |
| 1975 | ф  | Синдикат садистов                                      | Il giustiziere sfida la citta                     | Рэмбо                           |
| 1975 | ф  | Сумасшедшую – убить                                    | Una donna da ucciderei                            | Томпсон                         |
| 1976 | ф  | Сорок градусов под простыней                           | 40 gradi all'ombra del lenzuolo                   | кавалер Марелли                 |
| 1976 | ф  | Рим полный насилия                                     | Roma a mano armata                                | Винченцо Моретто                |
| 1976 | ф  | Коп в голубых джинсах                                  | Squadra antiscippo                                | Нико Джиральди                  |
| 1976 | ф  | Буржуазные причуды                                     | Folies bourgeoises                                | Детектив                        |
| 1976 | ф  | Маньяк и крутой полицейский                            | Il trucido e lo sbirro                            | Серджо «Моннецца» Марацци       |
| 1976 | ф  | Команда охраны                                         | Squadra antifurto                                 | Нико Джиральди                  |
| 1976 | ф  | Свободны, вооружены и опасны                           | Liberi armati pericolosi                          | Комиссар                        |
| 1977 | ф  | Циничный, подлый, жестокий                             | Il cinico, l'infame, il violento                  | Луиджи «Китаец» Маинетто        |
| 1977 | ф  | Банда убитых                                           | La banda del trucido                              | Серджо «Моннецца» Марацци       |
| 1977 | ф  | Мессалина, Мессалина!                                  | Messalina, Messalina!                             | Баба                            |
| 1977 | ф  | Команда против мошенников                              | Squadra antitruffa                                | Нико Джиральди                  |
| 1977 | ф  | Сын шейха                                              | Il figlio dello sceicco                           | Луиджи Панаккьони               |
| 1978 | ф  | Банда Горбуна                                          | La banda del gobbo                                | Горбун                          |
| 1978 | ф  | Команда против мафии                                   | Squadra antimafia                                 | Нико Джиральди                  |
| 1979 | ф  | Команда против гангстеров                              | Squadra antigangsters                             | Нико Джиральди                  |
| 1979 | ф  | Зима приносит смерть                                   | Winter Kills                                      | Фрэнк Майо                      |
| 1979 | ф  | Луна                                                   | La Luna                                           | Джузеппе                        |
| 1979 | ф  | Убийство на Тибре                                      | Assassinio sul Tevere                             | Джадд                           |
| 1980 | ф  | Преступление в Римской Двери                           | Delitto a Porta Romana                            | Нико Джиральди                  |
| 1980 | ф  | Волк и агнец                                           | Il lupo e l'agnello                               | Кукушка                         |
| 1981 | ф  | Быстрая рука                                           | Manolesta                                         | Джино Куирино                   |
| 1981 | ф  | Один против другого, практически друзья                | Uno contro l'altro, praticamente amici            | Куинто «Моннецца» Чичиони       |
| 1981 | ф  | Убийство в китайском ресторане                         | Delitto al ristorante cinese                      | Нико Джиральди/Чу Ки Чао        |
| 1982 | ф  | Идентификация женщины                                  | Identificazione Di Una Donna                      | Николло Фаррана                 |
| 1982 | ф  | Преступление на автостраде                             | Delitto sull'autostrada                           | Нико Джиральди                  |
| 1982 | ф  | Монсеньор                                              | Monsignor                                         | отец Франсиско                  |
| 1983 | ф  | Дьявол и святая вода                                   | Il diavolo e l'acquasanta                         | Бруно Марангони                 |
| 1984 | ф  | Преступление в «Формуле-1»                             | Delitto in Formula Uno                            | инспектор Нико Джиральди        |
| 1984 | ф  | Преступление в Блу Гаи                                 | Cop in Drag                                       | инспектор Нико Джиральди        |
| 1985 | с  | Уравнитель                                             | The Equalizer                                     | Дуран / Иммануиль Пена          |
| 1985 | с  | Полиция Майами                                         | Miami Vice                                        | Октавио Арройо                  |
| 1986 | ф  | Саломея                                                | Salome                                            | Ирод                            |
| 1987 | ф  | Мерцающие огни                                         | Luci lontane                                      | Бернардо Бернарди               |
| 1989 | ф  | Преследователь кошек                                   | Cat Chaser                                        | Андрес Дебойя                   |
| 1989 | ф  | Игра в убийство                                        | Gioco al massacro                                 | Клем да Сильва                  |
| 1990 | ф  | Месть                                                  | Revenge                                           | Сесар                           |
| 1990 | с  | Нарковойны                                             | Drug Wars: The Camarena Story                     | Флорентино Вентура              |
| 1990 | ф  | Гавана                                                 | Havana                                            | Менокаль                        |
| 1990 | ф  | Жить будет                                             | Voglia di vivere                                  | Тони                            |
| 1991 | с  | Закон Лос-Анджелеса                                    | L.A. Law                                          | Джозеф Сифуэнтес                |
| 1991 | ф  | Деньги                                                 | Money                                             | Роберт Сара                     |
| 1991 | ф  | Джон Ф. Кеннеди. Выстрелы в Далласе                    | JFK                                               | Леопольдо                       |
| 1992 | с  | Она написала убийство                                  | Murder, She Wrote                                 | Энрико Монтеяно                 |
| 1993 | тф | Любить, чтить и слушаться: Последнее супружество мафии | Love, Honor & Obey: Last Mafia Marriage           | Джо Профачи                     |
| 1994 | ф  | У ковбоев так принято                                  | The Cowboy Way                                    | Мэнни Уэрта                     |
| 1994 | тф | Огненный сезон                                         | The Burning Season                                | Дарли Альвес                    |
| 1997 | ф  | Поспешишь — людей насмешишь                            | Fools Rush In                                     | Томас Фуэнтес                   |
| 1997 | с  | Тюрьма Оз                                              | Oz                                                | Рикардо Альварес                |
| 1997 | ф  | Амистад                                                | Amistad                                           | Кальдерон                       |
| 2000 | ф  | Ярды                                                   | The Yards                                         | Мануэль Секьера                 |
| 2000 | с  | Закон и порядок                                        | Law & Order                                       | полковник Эмилио Пантойя        |
| 2000 | ф  | Во имя любви                                           | For Love or Country: The Arturo Sandoval Story    | Соса                            |
| 2000 | ф  | Траффик                                                | Traffic                                           | генерал Артуро Саласар          |
| 2001 | ф  | BMW напрокат                                           | The Hire                                          | пассажир                        |
| 2001 | с  | Под прикрытием                                         | UC: Undercover                                    | сеньор Ортега                   |
| 2002 | ф  | Вашингтонские высоты                                   | Washington Heights                                | Эдди                            |
| 2005 | ф  | Потерянный город                                       | The Lost City                                     | дон Федерико Фельове            |
| 2005 | ф  | Праздник Козла                                         | The Feast of the Goat                             | Рафаэль Трухильо                |
| 2013 | ф  | Обнаженный Рим                                         | Roma nuda                                         | Бриганте                        |